# Johann Wilhelm Mauke

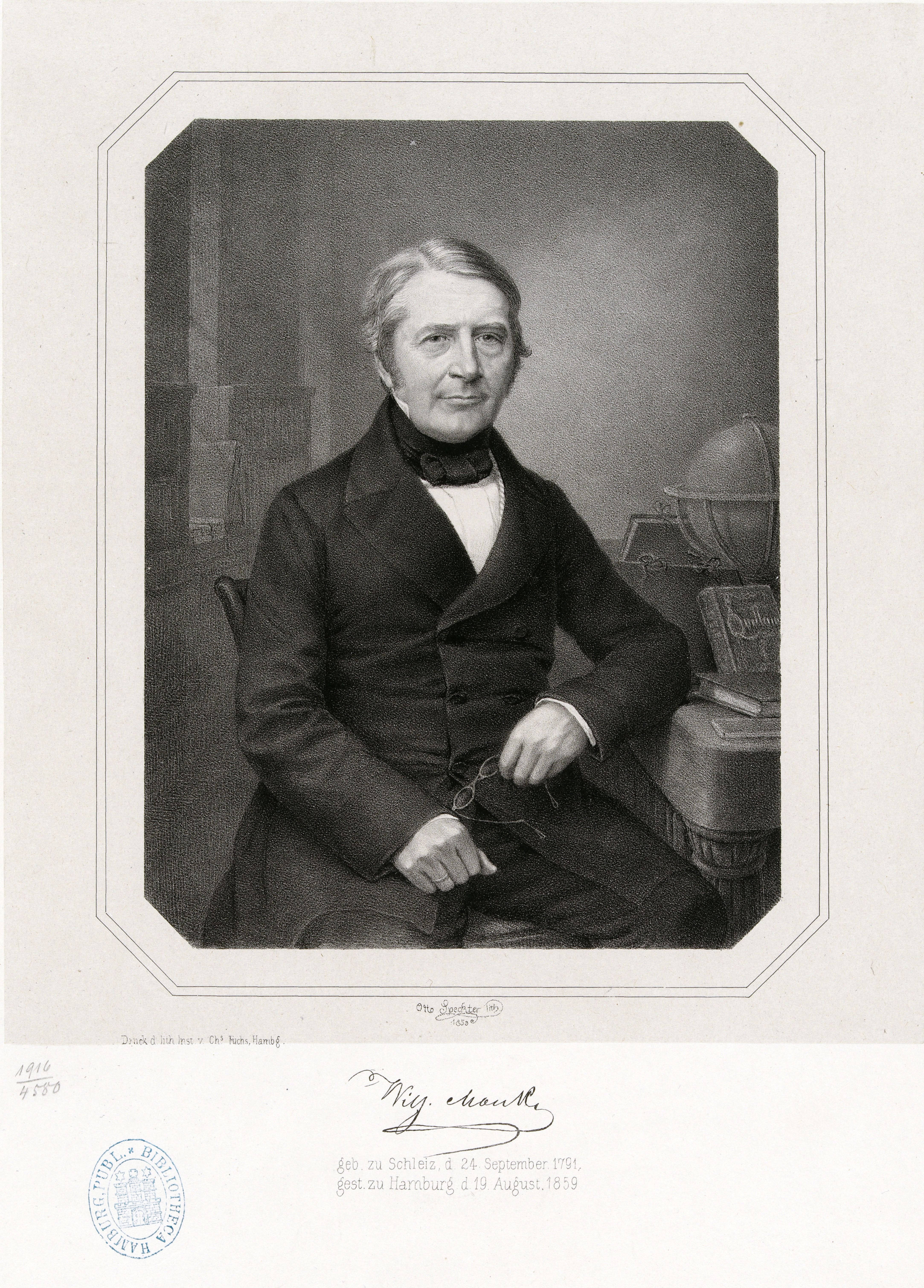
Johann Heinrich Wilhelm Mauke, Lithografie von Otto Speckter, 1853, Lithografische Anstalt von Charles Fuchs, Hamburg

Johann Heinrich Wilhelm Mauke (* 24. September 1791 in Schleiz; † 19. August 1859 in Hamburg) war ein deutscher Verlagsbuchhändler.

## Leben
Wilhelm Mauke wurde am 24. September 1791 als jüngster Sohn des Hochgräflichen Hofbuchdruckers Johann Gottlieb Maucke und der Johanne Karoline Rudolph in Schleiz geboren.
Ab Ostern 1805 machte er eine Lehre in der Reinschen Buchhandlung in Leipzig.
Wilhelm trat im Oktober 1811 als Gehilfe in die Hamburger Buchhandlung Friedrich Perthes’ ein – zu einem Zeitpunkt, als die Stadt bereits einige Monate fester Bestandteil des Französischen Kaiserreichs war. Gemeinsam mit dem Firmeninhaber nahm Mauke 1813/14 innerhalb der „Hanseatischen Legion“ aktiv am Kampf gegen die Franzosen teil, während die Hauptlast des Geschäfts dessen Kompagnon Johann Heinrich Besser zufiel. Mauke entwickelte sich neben ihm in den Folgejahren zur wichtigsten Stütze der Buchhandlung.
Nach dem Tod seiner ersten Ehefrau am 28. August 1821 machte Perthes Wilhelm Mauke zu seinem Teilhaber. 
Als Perthes Anfang 1822 aus der Buchhandlung ausschied, um sich in Gotha ausschließlich der Verlegertätigkeit zu widmen, blieb er stiller Teilhaber der Firma Perthes & Besser.
Am 1. Dezember 1823 heirateten Wilhelm Mauke und Bessers Tochter Auguste Wilhelmine Charlotte (* 8. August 1806; † 11. August 1860). 
Das Geschäft stieg nach den Kriegsverlusten rasch wieder zu einem der angesehensten Hamburgs auf und erlaubte den Verlag neuer Werke, die allerdings oft von Perthes initiiert wurden. Dies änderte sich nach dem Tod Bessers (1826): Mauke war nun bis zum Eintritt seines Schwagers Rudolf Besser (1836) alleinverantwortlicher Inhaber und konzentrierte sich zunehmend auf den Verlag von Schriften zu hamburgspezifischen Sachthemen, wie etwas des „Lexikons der hamburgischen Schriftsteller“ (1851–83). Nachdem Bessers Söhne ihre Mündigkeit erlangt und ihre Ausbildung abgeschlossen hatten, gab Perthes 1836 seine de jure noch bestehende Teilhaberschaft endgültig auf. Mauke und seine Schwäger zahlten Perthes in den folgenden Jahren aus und firmierten fortan unter Perthes, Besser & Mauke. 

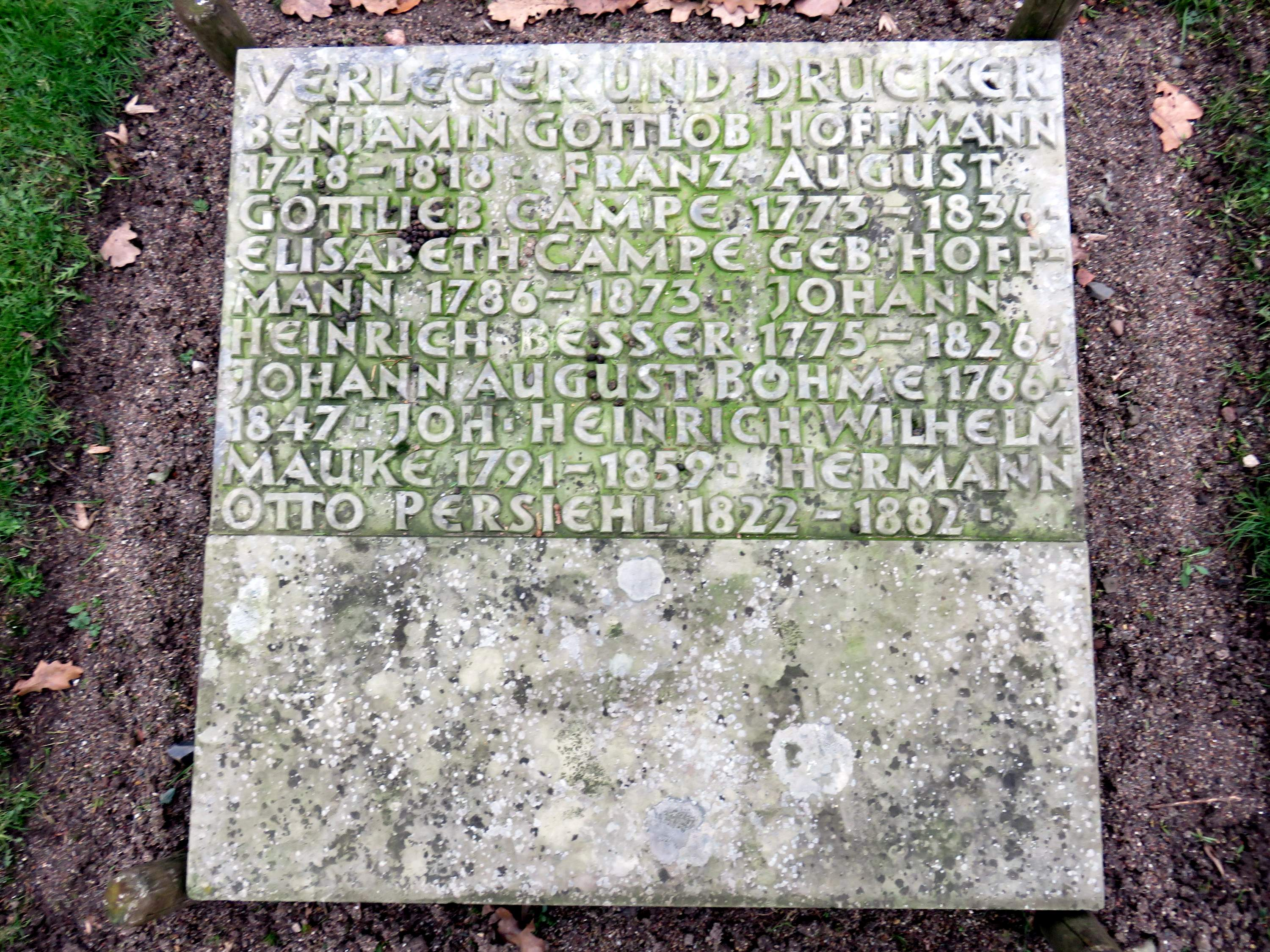
Grabmaltafel Althamburgischer Gedächtnisfriedhof Ohlsdorf

Große materielle Verluste brachte der Stadtbrand von 1842 mit sich, in dem sowohl das Geschäftshaus als auch das 80.000 Bände umfassende Bücherlager vernichtet wurden. Das Geschäft blieb auch danach ein wichtiger Anlaufpunkt für die gehobenen Hamburger Leserschichten und ging 1854 nach dem Ausscheiden von Rudolf Besser (1811–1883) vollständig in den Besitz der Familie Mauke über. 
Der älteste Sohn, Carl Wilhelm Alfred Mauke (1824–1871), der seit 1843 Gehilfe in der Firma war, wurde der neue Teilhaber und nach dem Tod von Wilhelm Mauke (1859) und Wilhelmine geb. Besser (1860) alleiniger Chef der Buchhandlung.
Zum 1. August 1865 stieg der Bruder, Friedrich Wilhelm Mauke (1835–1908) als Teilhaber mit ein.
Sie firmierte seit 1865 als W. Mauke Söhne und gehört heute zur juristischen Fachbuchkette Schweitzer.
Im Bereich des Althamburgischen Gedächtnisfriedhofs des Ohlsdorfer Friedhofs wird auf dem Sammelgrabmal Verleger und Drucker an Heinrich Wilhelm Mauke erinnert (zusammen mit u. a. Benjamin Gottlob Hoffmann, August Campe, Johann Heinrich Besser).